# 1417 w literaturze
Wydarzenia literackie w 1417 roku.

## Zmarli
- Jan z Kwidzyna, niemiecki teolog (zm. 1343)
- Mikołaj z Drezna, czeski teolog i kaznodzieja (rok narodzin nieznany)
- İmadəddin Nəsimi, azerski poeta (ur. 1369)